# Fanhunter
Fanhunter és una sèrie de còmics, creada el 1989 per Cels Piñol (dibuix, guió) i Chema Pamundi (guió), ambientada en un present/futur alternatiu on la subcultura és perseguida. Fanhunter significa, en anglès, caçador de fans.
Els còmics es caracteritzen per tenir moltes referències a la subcultura, com ara pel·lícules, llibres, jocs de rol, etc. A més a més, el fet que siguin herois i protagonistes de la història, fan que sigui un còmic molt popular.
Els personatges del còmic tenen el nas gegant, i pràcticament no tenen cara. També es caracteritzen per no tenir cames. En els còmics en blanc i negre, Cels no utilitza traces per fer grisos i escriu els textos a mà.
Els primers còmics de Fanhunter es van publicar en forma de Fanzine, produïts pel mateix autor i distribuïts en una coneguda botiga de còmics de Barcelona. En l'actualitat, se'n han editat diversos números, tant en color com en blanc i negre. A més, altres autors com Adri Ortiz, David Ramirez, Nacho Fernández, Carlos Olivares, David Baldeón, Sergio Abad, hi han participat dibuixant còmics de la saga.
En l'última etapa Cels millora substancialment el seu dibuix, molt més elaborat (traça fins i tot les cames), i aplica tècniques d'acoloriment per ordinador, així com efectes especials creats per ordinador. El 2017 l'editorial Gigamesh va estrenar la seva sèrie de còmics amb una nova edició de FanHunter Dràcula. El personatge tirànic i malèvol de la sèrie Fanhunter, Alejo Cuervo, està inspirat en el llibreter real Alejo Cuervo, que és el propietari de l'editorial Gigamesh.

## El món Fanhunter
És 1996, un llibreter dement anomenat Alejo Cuervo va donar un cop d'Estat, va volar el Vaticà i va conquistar tot Europa, amb una barreja de tiranía i bon rotllo. Instal·la la seva capital a Barcelona i en canvia el nom pel de Barnacity.
Alejo Primer va prohibir tota expressió de lleure excepte el que a ell li agradava (música sacra i l'obra de Philip K. Dick: «Minority Report, Blade Runner…) i es va autoproclamar papa de la nova religió de Dick, destruint el Vaticà i l'antic papa catòlic. Els fans de qualsevol altra afició (altres tipus de música i literatura, cinema, jocs de rol, còmics…) estan ara perseguits per les tropes d'Alejo, anomenades Fanhunters, i per uns soldats clònics bastant bojos anomenats tíntin macutes. Molts fans s'han organitzat per a defensar les seves idees i evitar que la imaginació del món sigui destruïda: és la Resistència. Les històrietes són divertides paròdies dels clàssics d'acció, misteri o terror, però sobretot a l'estil de V, M*A*S*H, Konstantin, The A-Team o La Roca.
La Barnacity d'Alejo està inundada quasi per complet, perquè el nivell del mar ha pujat degut al canvi climàtic i per culpa d'un iceberg que hi va acabar (està inundada fins a la Plaça Catalunya). A més hi ha una estranya zona blanca flotant a les aigües del port, anomenada Antizona: és de la mida d'un camp de bàsquet i desintegra tot el que hi cau. La Sagrada Família està plena de memomios (éssers extradimensionals que causen mal rotllo). El cas és que, Gaudí, un cavaller Fanknight de grans coneixements, va intentar aixecar aquest Temple per a protegir-nos d'una porta a una altra dimensió, però va morir abans d'acabar la seva obra…
Alejo és un fenicius, un tipus de criatura que augmenta la seva vida com venen les coses. S'explica que viu des dels temps de Cartago. Al segle xx, dedicant-se a la professió de llibrer, es va convertir en un gran admirador de Philip K. Dick (un cavaller Fanknight del Revers Lluminós de la Pichurrina). Amb la mort de Dick, Alejo va absorbir part del seu poder Fanknight i va tornar-se boig.
Va aconseguir apoderar-se del Vaticà, subornant la Guàrdia suïssa (els va prometre uns uniformes que no fossin tan ridículs) i es va autoproclamar papa. Així, Alejo I comença un papat de terror, perseguint tota forma de subcultura, com ara còmics, videojocs, jocs de rol, pel·lícules… Per a realitzar aquesta repressió utilitza tots els seus fanhunters i macutes.
El fill d'Alejo, John Konstantin, fa front al seu pare, i és el cap de la Resistència. La seva feina és salvar tots els fans i protegir les obres que no han estat cremades o destruïdes pel papa.
Bona part de la història transcorre a la ciutat de Barnacity, on s'han lliurat batalles com la Batalla de Montjuïc.

## Els Personatges
Els bons:
- Adrik: Historiador i director de documentals. Inspirat en el dibuixant Adri Ortiz.
- Belit: Llibrera de l'Antifaç (la llibreria on Cels va distribuir els seus primers fanzines de Fanhunter). És la parella de Konstantin i mare de dos fills. És una amazona amb bastant mal geni, i un gran domini de les katanes. Insiprat en el personatge del mateix nom que apareix als relats i les historietes de Conan.
- Cels Denbrough: En referència al mateix Cels Piñol. Aquest personatge és un fanpir, i s'ha d'alimentar de còmics o similars per no morir.
- Dave: Estrateg i veterà de Montjuïc. Inspirat en el guionista de còmics David Llort.
- Don Depresor: Està inspirat en Daredevil. Va vestit de vermell amb les lletres DD i creu que té superpoders, perquè li va caure una torreta amb un gerani radioactiu al cap. És cec i té molta mala sort.
- Gusa: Barreja de gos i hipopòtam amb pèl. És la mascota de Cels Denbrough. És d'origen extraterrestre.
- John Konstantin: Cap de la Resistència i fill d'Alejo I. És investigador paranormal, i fuma constantment. Inspirat en el personatge d'historieta John Constantine.
- Ridli Scott: Pren el seu nom del director Ridley Scott. És soldat i sua àcid molecular quan s'enfada, especialment quan algú parla malament de la Sigourney Weaver.
- Milton O'Roke (X-trem): Creu estar posseït per diversos superherois de la saga dels X-men. Inspirat en el guionista de còmics Roke González.
- Nacho Carmona: Expert en informàtica. Té un mòdem acoblat al cervell i és webmàster de Dreamers, com a la vida real (exceptuant els implants cibernètics).
- Doctora Lázarus Muñoz: Metge de la Resistència i la xicota de Denbrough. El nom està basat en Lázaro Muñoz, creador de la revista de manga Minami.
- Nando Dixkontrol: DJ i amic de Cels, tant en el còmic com a la realitat.
- Luiggi Lights: Light Jockey/Artista multimèdia i amic de Cels, tant en el còmic com a la realitat.

Els dolents:
- Alejo I: Últim dels fenicius i malvat tirà repressor.
- Muermammu: Cap del revers Obscur de la Pcihurrina i senyor de l'avorriment, la mandra, la somnolència i els peplums, és superior a Alejo I. Basat en Dormammu, de Dr. Strange.
- Fanhunters: tropes d'elit d'Alejo I. Basats en els múltiples Manhunters.
- Killers Dog: Té l'aspecte de Snoopy, és un assassí soviètic i lloctinent d'Alejo.
- Mafalcutes: Tropes clòniques amb la forma de Mafalda. També odien la sopa.
- Tintín Macutes: Tropes clòniques franc-belgues. És un joc de paraules entre Tintin, de Hergé i els Tonton Macoutes, tropes de repressió del Papa Doc a Haití.